# Paradrymonia (notodontídeos)
Paradrymonia (Arctiidae) é um gênero de traça pertencente à família Arctiidae.